# Мицубиши каризма
Мицубиши каризма (енгл. Mitsubishi Carisma) је аутомобил која је производила јапанска фабрика аутомобила Мицубиши моторс. Производио се од 1995. до 2004. године.

## Историјат
Мицубиши каризма се производио од 1995. до 2004. године.